# Ксеродерма
Ксеродерма, пигментна ксеродерма (Xeroderma pigmentosum) или меланоза е наследствено заболяване на кожата, което се проявява, като повишена чувствителност към ултравиолетовите лъчи и се среща сравнително рядко. Хората се нуждаят от витамин D, но прекаленото излагане на слънчевите UV-лъчи може сериозно да увреди кожата. Приблизително 1 на 1 милион хора страдат от заболяването ксеродерма пигментоза и са изключително чувствителни към UV-лъчите. Тези хора трябва да се пазят от слънчевата светлина, защото в противен случай получават тежки изгаряния и разкъсвания на кожата. Засегнатите много лесно развиват и рак на кожата.
Заболяването е открито от Мориц Капоши през 1870 г. Заболяването се причинява от рядка рецесивна мутация на ензимите, отговарящи за нуклеотидната ексцизия. Когато функционират нормално, тези ензими поправят уврежданията на ДНК, причинени от UV-лъчите. При хората с това състояние ензимите не работят правилно и уврежданията в ДНК-то започват да се натрупват. Въпреки че съществува лечение, най-добрият метод за превенция е пълното избягване на слънчевата светлина. Наричана е още болест на вампирите, тъй като носителите на този синдром не могат да се подлагат на слънчевите лъчи.